# Lawrence Tierney
Lawrence James Tierney (Brooklyn, 15 de março de 1919 — Los Angeles, 26 de fevereiro de 2002) foi um ator estadunidense, conhecido pelas suas variadas interpretações de mafiosos e criminosos como, por exemplo, Joe Cabot, em Cães de Aluguel, de Quentin Tarantino.
Lawrence Tierney morreu de pneumonia, em 26 de fevereiro de 2002, aos 82 anos, em uma casa de repouso em Los Angeles, Estados Unidos.